# Zeltnera davyi
Zeltnera davyi är en gentianaväxtart som först beskrevs av Jeps., och fick sitt nu gällande namn av G.Mans.. Zeltnera davyi ingår i släktet Zeltnera och familjen gentianaväxter. Inga underarter finns listade i Catalogue of Life.